# جين كارمين
جين كارمين (بالإنجليزية: Jeanne Carmen)‏ هي عارضة وممثلة أمريكية، ولدت في 4 أغسطس 1930 بباراغولد في الولايات المتحدة، وتوفيت في 20 ديسمبر 2007 بإرفاين في الولايات المتحدة بسبب لمفوما.

## وصلات خارجية
- جين كارمين على موقع IMDb (الإنجليزية)
- جين كارمين على موقع قاعدة بيانات الفيلم (الإنجليزية)